# الماس کولینان
الماس کالینان (به انگلیسی: Cullinan Diamond)، دومین الماس بزرگ کشف شده و (بعد از  الماس سیاه سِرجیو) بزرگترین الماس خام درخشان(بی رنگ) جهان بود. این الماس قبل از تراشیده شدن و تقسیم به نه الماس کوچک‌تر داری وزن ۳۱۰۶/۷۵ قیراط معادل ۶۲۱/۳۵۰ گرم بود که به ۹ قطعه الماس کوچک‌تر تراش خورد و به ترتیب از بزرگ‌تر به کوچک‌تر، کالینانِ یک تا کالینانِ نُه نامگذاری شدند. مجموعه الماس‌های نه‌ گانه‌ی کالینان جزو جواهرات سلطنتی بریتانیا محسوب می‌شوند.

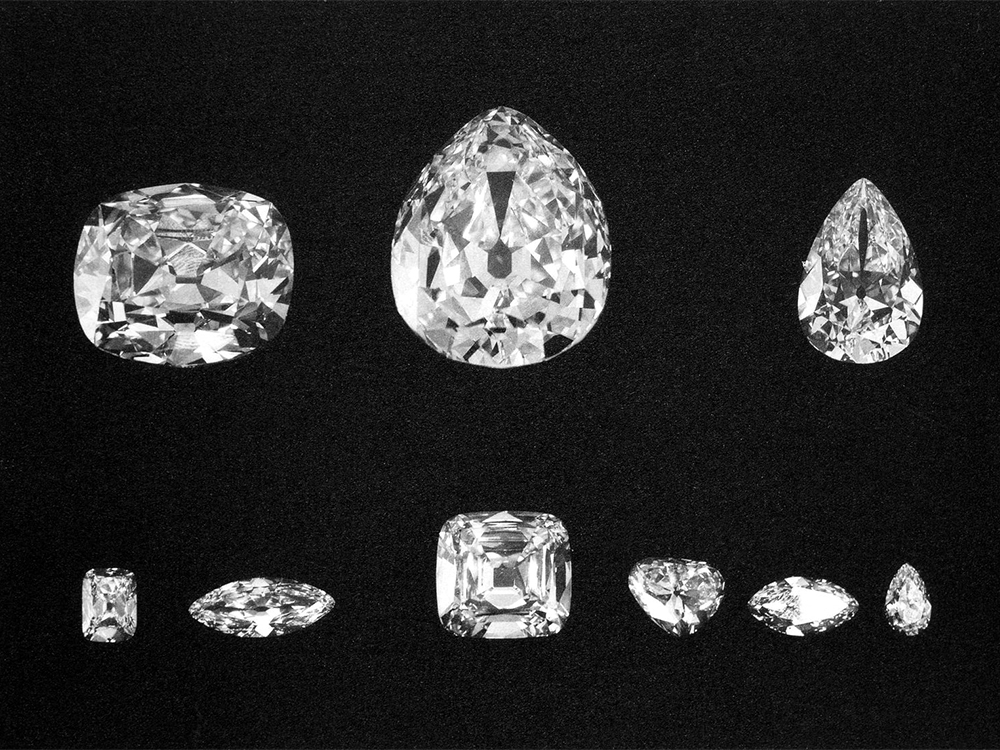
نُه سنگ تراش‌خورده؛ بالا راست به چپ: کالینانِ سه، یک و دو؛ پایین راست به چپ: کالینانِ نه،هفت،پنج،چهار،شش و هشت

کالینانِ یک یا ستاره‌ی بزرگ آفریقا با وزن ۵۳۰/۲ قیراط معادل ۱۰۶/۰۴ گرم و دارای ۷۴ وجه(هندسی) بزرگ‌ترین الماس تراش‌خورده از خانواده‌ی کالینان و دومین الماس بزرگ تراش‌خورده در جهان (بعد از الماس طلایی جوبیلی با وزن ۵۴۵/۶۷ قیراط معادل ۱۰۹/۱۳ گرم) است. الماس کالینان‌ِ یک حدود ۴۰۰ میلیون دلار ارزش‌گذاری می‌شود و در حال حاضر در رأس عصای سلطنتی پادشاهی بریتانیا قرار دارد.
دومین الماس از نظر بزرگی کالینانِ ۲ (Cullinan II) یا ستاره کوچک‌تر آفریقا (Lesser Star of Africa) می‌باشد. وزن این سنگ ۳۱۷/۴ قیراط معادل ۶۳/۵ گرم می‌باشد، که چهارمین الماس بزرگ تراشیده شده در جهان می‌باشد. این الماس روی تاج سلطنتی بریتانیا قرار دارد.

## تاریخچه
الماس کالینان توسط توماس اوان پاول، پیدا شده و پس از استخراج آن را به فردریک ولز، مدیر خارجی شرکت حفاری معدن الماس پرمیر در منطقه کولینان در تاریخ ۲۶ ژانویه سال ۱۹۰۵ تحویل داد. این الماس، به نام صاحب معدن سر تامِس کالینان (Sir Thomas Cullinan) نامیده شده‌است.
سر ویلیام کروکز (William Crookes)، قبل از اینکه الماس قطعه قطعه شود، از آنها یک بررسی کامل به عمل آورد و خلوص قابل ملاحظه‌ای را به جز یک لکه سیاه در وسط آن متذکر شد.
رنگ‌های اطراف نقطه سیاه خیلی زنده بودند و زمانی که با دقت آن را می‌چرخاندند، رنگ‌ها عوض می‌شدند. بر طبق نظر کروکز این ویژگی به نیروی فشار داخلی که بین الماس‌ها مشترک است، اشاره می‌کند. سنگ خریداری شد و (به‌وسیله دولت آفریقای جنوبی)، به شاه ادوارد هفتم (King Edward VII)، در روز تولدش هدیه شد. الماس به‌وسیله برادران آسچرز (Asscher Brothers)، ساکن آمستردام به سه تکه بزرگ تقسیم شد و متعاقباً به ۹ تکه سنگ جواهر بزرگ و مقداری قطعه کوچک‌تر تبدیل شد.
آن زمان تکنولوژی آنقدر پیشرفت نکرده بود تا کیفیت تراش را مطابق استانداردهای حاضر تأمین کند و بریده‌های الماس مذکور، سختی و ضریب شکستش بالا بود. برای آنکه آسچرز بتواند الماس را با یک ضربه تقسیم کند، شکافی به عمق نیم اینچ در آن ایجاد کرد و سپس به وسیله یک چاقو که اختصاصاً برای همین کار طراحی شده بود، شکسته شد.
الماس به دو قسمت تقسیم شد، در حالی‌که نقطه در نظر گرفته شده، برای هر دو تکه نامناسب بود.

## روایت‌هایی در ارتباط با الماس کالینان
سال ۱۹۰۵، انتقال الماس از آفریقای جنوبی به انگلستان با یک مشکل امنیتی روبه رو بود. کارآگاه‌هایی که از لندن بر روی یک کشتی بخار که شایع شده بود سنگ به وسیله آن حمل شده، قرار گرفتند اما این یک تاکتیک انحرافی بود. سنگ روی کشتی یک سنگ بدل بود که به منظور جلب توجه کسانی که علاقه‌مند به دزدیدن آن بودند، آنجا گذاشته شده بود.
و اینطور که ثبت شده، الماس واقعی در یک جعبه به‌وسیله پست با هواپیما فرستاده شد. روایت است که وقتی الماس برش داده شده، با همان اولین حرکت چاقو شکسته شد.
این داستان بر اساس روایت جوزف آسچرز (Joseph Asscher)، بزرگترین تراشکار آن روزها بوده‌است که توسط متیو هارت در کتابی که در مورد الماس نوشته، به نام سفر به قلب جذابیت، آورده شده‌است. با این مضمون که وقتی او حاضر شد تا بزرگ‌ترین الماس شناخته شده در آن زمان (الماس کالینان) که ۱۰۶/۳ قیراط (معادل ۶۲۱ گرم) را برش دهد، یک و پرستار نیز در کنار وی بودند. هنگامی که او بالاخره الماس را به دو قطعه تقسیم کرد، از دنیا رفت. گفتنی است که قصه مرگ آسچرز، یک افسانه است.
تاریخ‌نگار الماس به نام لرد لن بالفور (Lord Ian Balfour)، در این مورد نوشته‌است که آسچرز، تراشکاری ماهر و زبردست بده و این کار برای وی همانند باز کردن در یک قوطی بوده‌است.
پیرامون نیمه دوم الماس کالینان، شایعاتی نیز می‌باشد. طبق گفته ویلیام کروکز (Sir William Crookes)، الماس اصلی که تراش داده شده بود، خودش به احتمال زیاد، به اندازه کمتر از نصف یک کریستال ۸ پر شکسته شده‌است و تکه‌های دیگر هنوز منتظر هستند تا توسط چند معدن دار خوشبخت کشف شوند؛ بنابراین کروکز قاطعانه اعلام کرد که کریستال اصلی به صورت طبیعی تکه شده نه به دست انسان.
افراد دیگری نیز این دیدگاه را دارند که قبل از اینکه فردریک الماس را به سر توماس کالینان بفروشد، یک تکه از آنرا به وزن ۵/۱ قیراط (معادل ۳۰۰ گرم) تا ۲۰۰۰ قیراط (معادل ۴۰۰ گرم)، جدا کرده بوده‌است.